# Jamnica
Jamnica este o marcă croată de apă minerală și producătoare de băuturi din fructe. Jamnica aparține companiei croate de produse alimentare Fortenova - fostă Agrokor. Apa minerală Jamnica este, de asemenea, cunoscută sub numele de Jamnicka kiselica (în română: apa răcoritoare Jamnica).

## Jamnica d. d.
În urma diverselor achiziții, compania a devenit parte a grupului Agrokombinat din Zagreb în 1961. În august 1978 a fost deschisă o nouă fabrică în Jamnicka Kiselica, care a mărit capacitatea de producție la 50 de milioane de litri de apă îmbuteliată. Războiul din Iugoslavia de la începutul anilor 1990 a ajuns și în regiunea Prigorje, unde se află compania Jamnica. Fabrica a fost grav avariată în octombrie 1991 și producția nu a putut fi reluată decât după doi ani. Compania a crescut rapid și în 1995 au fost create noi etichete pentru sticle și noul logo al companiei. În 2000 a început producția de băuturi din fructe Juicy și apa plată Jana.  Astăzi, Jamnica umple pe an 400 de milioane litri de apă minerală și băuturi nealcoolice.

## Apă minerală

### Izvor
Apa, numită după locul de origine, își are sursa în regiunea Prigorje din Croația centrală. În 1772, împărăteasa Maria Tereza a ordonat efectuarea unor analize asupra izvorului Jamnica, care a fost folosit de secole. Apa (Jamnicka kiselica) s-a dovedit a fi atât de pură încât a fost inclusă în registrul de apă minerală al curții austriece. Prima sticlă de apă Jamnica a fost îmbuteliată pe 18 octombrie 1828. De atunci, apa a fost prezentă pe piețele croate și slovene. În decursul timpului, s-au forat diferite izvoare pentru a extrage apa minerală, inclusiv izvorul Janino vrelo din 1973, din care astăzi este îmbuteliată.

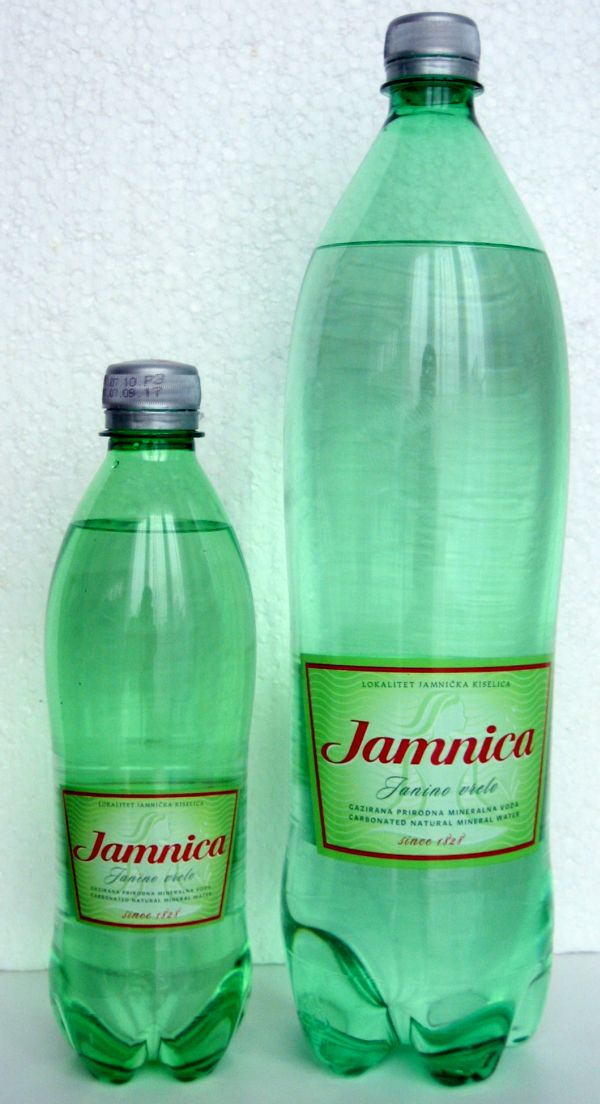
Sticle PET de 0,5 și 1,5 litri Jamnica

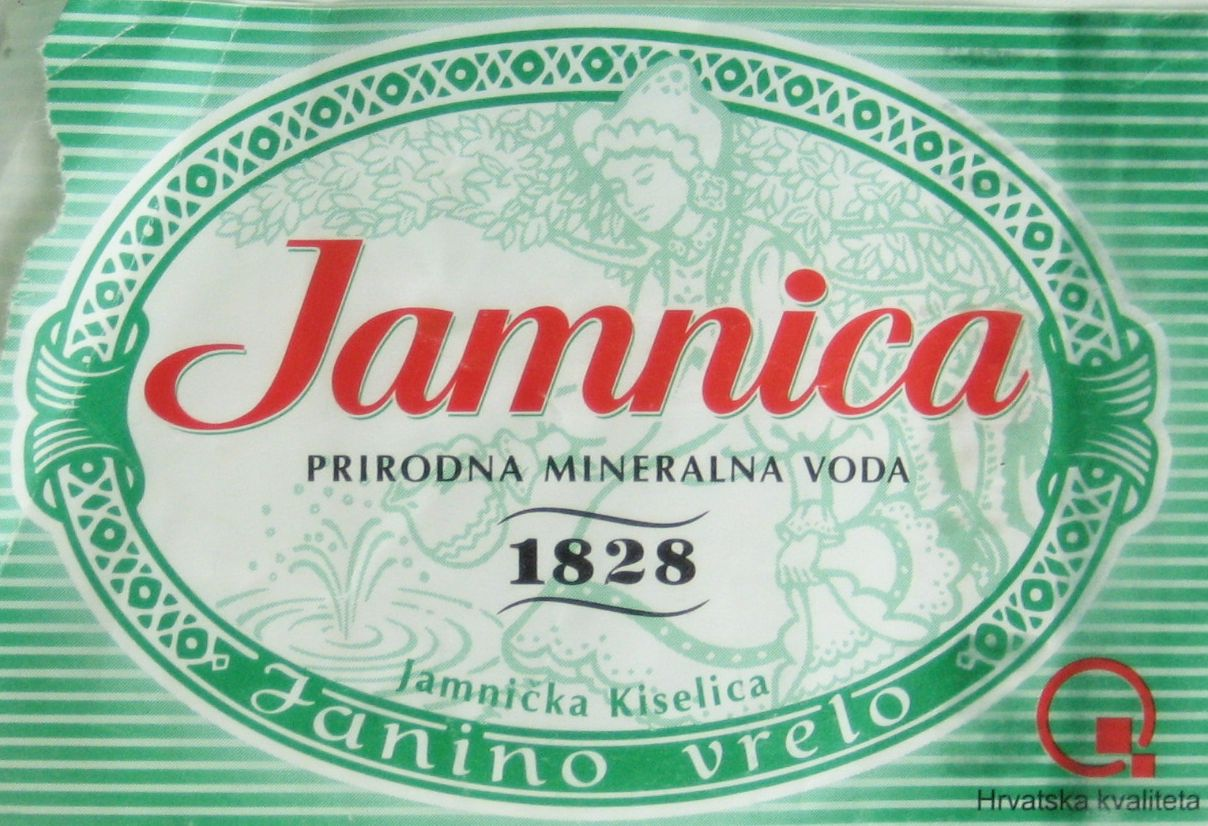
Vechea etichetă de sticlă

### Special
Apa este considerată a fi deosebit de aromată, parțial datorită conținutului ridicat de sodiu și a câștigat așa-numitul EAU-SCAR pentru cea mai bună apă minerală la AquaExpo din Paris în 2003. În 2015 a câștigat medalia de aur pentru cea mai bună apă minerală carbogazoasă din Europa la Mineral Water Challenge din Portugalia, în competiție cu 175 de concurenți din unsprezece țări.

### Mineralizare
Mineralizarea tipărită pe sticlă: Analiza de la 15. Octombrie 2018 al Facultății de Medicină a Universității din Zagreb.

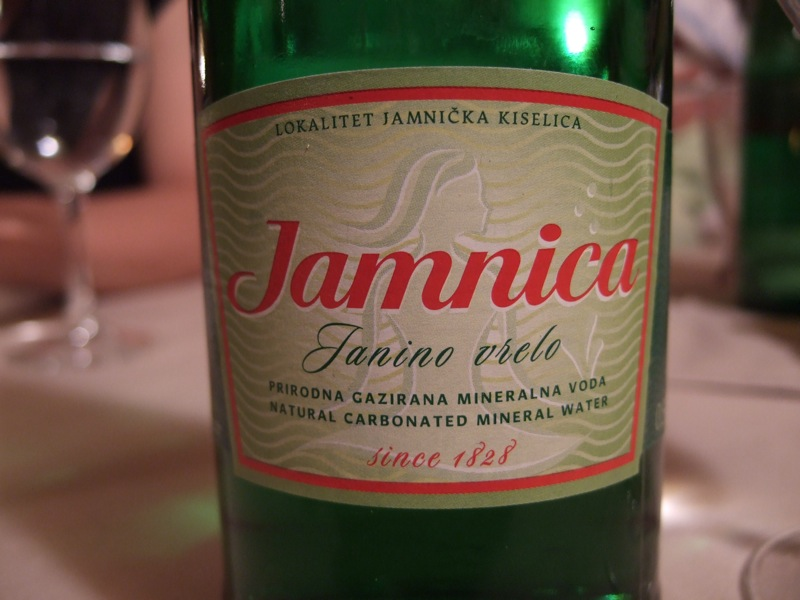
Sticla Jamnica în sticlă

| Jamnica                    | Jamnica            |
| ingredient                 | Miligrame pe litru |
| Cationii                   | Cationii           |
| -------------------------- | ------------------ |
| Calciu (Ca 2+)             | 114,00             |
| Potasiu (K +)              | 27.10              |
| Magneziu (Mg 2+)           | 43,00              |
| Sodiu (Na +)               | 805,00             |
| Anioni                     |                    |
| Clorură (CI -)             | 262,00             |
| Sulfat (SO 4 2−)           | 116.10             |
| Hidrogen carbonat (HCO 3−) | 2246,00            |
| Fluor (F -)                | 0,90               |

### Jana
De la 800 m adâncime, din izvorul Sveta Jana, provine de la Jana, un alt brand de apă minerală de la compania Jamnica. Jana este vândută ca apă naturală, plată și este, de asemenea, disponibilă în numeroase arome de fructe.